# NGC 812
NGC 812 é uma galáxia espiral (Sbc) localizada na direcção da constelação de Andromeda. Possui uma declinação de +44° 34' 21" e uma ascensão recta de 2 horas, 6 minutos e 51,7 segundos.
A galáxia NGC 812 foi descoberta em 11 de Dezembro de 1876 por Édouard Jean-Marie Stephan.